# 酸葡萄汁

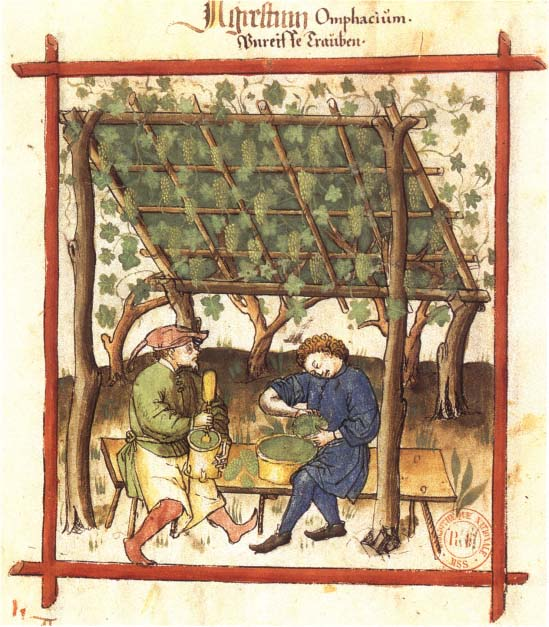
健康全書內採摘青葡萄製作酸葡萄汁的插圖，法國國家圖書館收藏

酸葡萄汁是用生葡萄榨制而成的酸味浓厚的果汁。有时也可加入柠檬汁、酢浆草汁等调味。在中世纪的欧洲，酸葡萄汁被广泛用于制作调味酱汁或腌制食物。

## 辞源
英文Verjuice一词来源于中古法语 vertjus，意即“绿色果汁”。

## 用法
中世纪用酸葡萄汁烹调的菜肴，现今大多都改成用葡萄酒或醋，只有少数传统法国和中欧菜肴还保留用酸葡萄汁的习惯。